# Torre de les Bisaroques
La torre de les Bisaroques és un edifici d'Olot (Garrotxa) declarat bé cultural d'interès nacional.

## Descripció
A dalt del volcà Bisaroques hi ha una torre de defensa que ens recorda les guerres carlines. Està ubicada dalt del puig. La seva situació és totalment ruïnosa, igual que les seves germanes situades als volcans Montolivet i Montsacopa. Va ser realitzada amb pedra volcànica i disposa de porta d'accés a la planta baixa i dos pisos superiors amb espitlleres. Té planta rectangular.

## Història
Olot es veu sotmesa durant el primer terç del segle xix a importants fets d'armes que condicionen fortament el desenvolupament normal de la ciutat: la Guerra de la Independència del 1808 i la primera Guerra Carlina, del 1833, fan de la ciutat objecte d'invasions, crema de convents i setges. Durant la primera carlinada es fortificaren els turons més remarcables que envoltaven la vila.